# José Julián Aguilera Vicente
José Julián Aguilera Vicente, nació el 31 de diciembre de 1934 en la provincia de Oriente, Cuba.
Desde 1953 cursó estudios en la Escuela Provincial de Artes Plásticas “José Joaquín Tejada” de Santiago de Cuba, Cuba. A partir de los años 80 se desempeñó como Profesor de grabado del Instituto Superior de Educación de Santiago de Cuba.

## Exposiciones personales
- En 1961 presenta una exposición personal llamada "Grabados de JJAV" en la Galería de Arte de Camagüey, CUBA.
- En el 2000 muestra "Incisiones mágicas" Galería Oriente, Santiago de Cuba.

## Exposiciones colectivas
Desde 1953 participa en exposiciones colectivas tales como el II Salón de Pintura y Escultura, Galería de Artes Plásticas, Santiago de Cuba y en 1994 Arte de Cuba en la Fundació Josep Comaposada, Barcelona, España.

## Premios
Entre los premios y distinciones que ha obtenido se encuentran en 1955: Medalla de Oro en Escultura. IV Salón de Artes Plásticas de Oriente, Galería de Artes Plásticas, Santiago de Cuba. En 1956 Medalla de Oro en Escultura. V Salón de Pintura y Escultura, Galería de Artes Plásticas, Santiago de Cuba.

## Obras en colección
Sus principales colecciones se encuentran en:
- En el Hotel Santiago, Santiago de Cuba, CUBA.
- En el Museo Bacardí, Santiago de Cuba, CUBA
- En el Museo Nacional de Bellas Artes, La Habana, CUBA.

- Datos: Q5940880